# Glandularna odontogena cista
Glandularna odontogena cista ili žlezdana odontogena cista je retka odontogena cista, koja može biti različite veličine.

## Epidemiologija
U 85% slučajeva nalazi se u donjoj vilici (mandibuli), posebno u njenim prednjim delovima. Češća je kod odraslih u petoj i šestoj deceniji života.  lečenje može biti jednostavno kao enukleacija i kiretaža do blokiranja i resekcije zahvaćene vilice.
Učestalost glandularne odontogene ciste

## Istorija
Pojam glandularna odontogena cista prvi se put pominje 1987. i 1988. godine kada su opisani prvi slučajevi ove bolest. Kako su tada autori smatrali da je nastala od žlezdanog tkiva nazvali su je sijaloodontogena cista. Dok su drugi smatrali da se radi o zametku lateralne periodontalne ciste. 

## Dijagnoza
Na radiografiji se može pojaviti kao jednolokularna ili multilokularna radiolucencija (tamno područje).

## Diferencijalna dijagnoza
Diferencijalno dijagnostički dolazi u obzir mukoepidermoidni karcinom koji može nalikovati u kliničkom, radiološkom i patohistološkom nalazu. Zbog toga je potrebno u posoperativnom periodu bolesnika pratiti kroz višegodišnji perio kako bi se izbegao nagli razvoj karcinoma sa neželjenim posledicama. 

## Terapija
Kako se žlezdane odontogene ciste mogu razlikovati po veličini, lečenje može biti jednostavno kao enukleacija i kiretaža do resekcije zahvaćene vilice.

## Spoljašnje veze
|  | Molimo Vas, obratite pažnju na važno upozorenje u vezi sa temama iz oblasti medicine (zdravlja). |